# Marcelo (irmão de Justino II)
Marcelo (em grego: Μάρκελλος) era irmão do imperador Justino II (r. 565–578) e serviu como general sob seu tio, o também imperador Justiniano (r. 527–565).

## Biografia

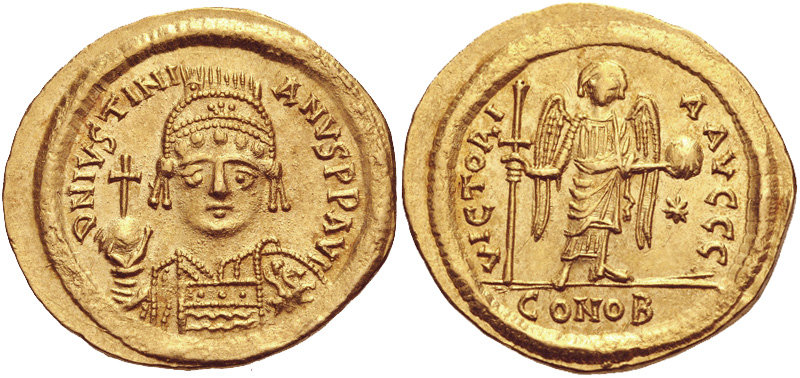
Soldo de Justiniano r.

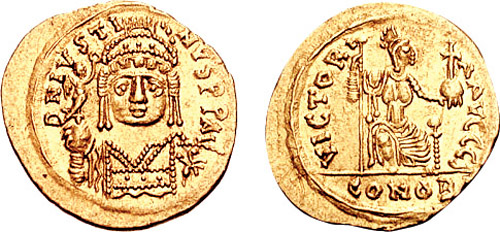
Soldo de r.

Marcelo era o filho de Vigilância, a irmã de Justiniano, e seu esposo Dulcídio (ou Dulcíssimo) e era irmão de Justino II e Prejecta. Casou-se com Juliana, a filha de Anastácio, cônsul de 518 e um parente do imperador Anastácio I Dicoro (r. 491–518). Juliana foi uma monofisista convicta, e apesar de sua relação com a família de Justino II, durante seu reinado ela foi perseguida por sua fé, sendo confinada num mosteiro na Calcedônia. Lá executou as tarefas mais humildes até concordar em se comungar, assim (pelo menos aparentemente) renunciando sua fé.
Em 544, Marcelo foi nomeado general, juntamente com Constanciano, na Guerra Lázica em curso (541–562) contra o Império Sassânida, substituído os generais mortos Justo (o primo de Justiniano e então tio de Marcelo) e Perânio. De acordo com Procópio, neste momento Marcelo ainda era muito jovem, "só chegando na idade de masculinidade." Não há registros de suas atividades, contudo, e a guerra logo acabou com uma trégua.
Em 562, quando uma grande horda de búlgaros invadiu os Bálcãs e atacou a Trácia até a vizinhança de Constantinopla, Marcelo reaparece sendo nomeado por Justiniano como comandante dum exército para lutar contra eles. É mencionado novamente (como patrício) no final de 565, quando desempenhou um papel importante ao lado de Baduário, nas cerimônias de ascensão de Justino II. A data de sua morte é incerta; cerca 582/3, sua propriedade foi dividida pelo novo imperador Maurício (r. 582–602) entre Paulo e Pedro, pai e irmão de Maurício respectivamente.